# سالواتوره موناکو
سالواتوره موناکو (انگلیسی: Salvatore Monaco؛ زادهٔ ۱۵ اوت ۱۹۹۲) بازیکن فوتبال اهل ایتالیا است.
از باشگاه‌هایی که در آن بازی کرده‌است می‌توان به باشگاه فوتبال پروجا و باشگاه فوتبال اتلتیکو آرتزو اشاره کرد.